# Neshkoro
Neshkoro é uma vila localizada no estado norte-americano de Wisconsin, no Condado de Marquette.

## Demografia
Segundo o censo norte-americano de 2000, a sua população era de 453 habitantes.
Em 2006, foi estimada uma população de 449, um decréscimo de 4 (-0.9%).

## Geografia
De acordo com o United States Census Bureau tem uma área de
6,3 km², dos quais 6,1 km² cobertos por terra e 0,2 km² cobertos por água. Neshkoro localiza-se a aproximadamente 254 m acima do nível do mar.

## Localidades na vizinhança
O diagrama seguinte representa as localidades num raio de 24 km ao redor de Neshkoro.